# نازكا كوربريشن
نازكا كوربريشن (بالإنجليزية: Nazca Corporation)‏ (باليابانية: 株式会社ナスカ) ، هي شركة لصناعة ألعاب الفيديو تابعة لشركة إس إن كاي اليابانية، أسست سنة 1994م، وأنتجت بعض ألعاب الفيديو القوية ومنها لعبة ميتال سلج سنة 1996م.

## وصلات خارجية
- Nazca Corporation profile on MobyGames
- Nazca Corporation profile on Arcade-History